# 코스맥스비티아이
코스맥스비티아이(영어: Cosmax BTI Inc.)는 대한민국의 화장품·건강기능식품 연구·개발 생산(ODM) 기업이다. 본사는 경기도 성남시 분당구 판교로 255, F동 801호(삼평동,판교이노밸리)에 위치해 있으며 대표이사는 이병만이다.

## 역사
2014년 3월 1일 코스맥스가 사업회사인 코스맥스와 지주회사인 코스맥스비티아이로 분할되어 재상장되었다.

## 같이 보기
- 코스맥스

## 참고문헌
1. ↑  코스맥스비티아이 이병만 신년사, “글로벌 스탠다드로 거듭날 것”, 비즈니스포스트, 2024-01-04
2. ↑  이병만 코스맥스비티아이 대표 "글로벌 무대 집중할 것", 뉴스핌, 2024년 1월 4일
3. ↑  KSRC, 서울대학병원·코스맥스비티아이 연구 결과 공유 세미나 개최, 팜뉴스, 2022-03-07